# Ирвин, Коул
Коул Р. Ирвин (англ. Cole R. Irvin; 31 января 1994, Йорба-Линда, Калифорния) — американский бейсболист, питчер клуба Главной лиги бейсбола «Окленд Атлетикс».

## Карьера
Коул Ирвин родился 31 января 1994 года в Йорба-Линде, штат Калифорния. В 2012 году он окончил старшую школу Сервите в Анахайме. Журнал Baseball America поставил его на 70-е место среди всех выпускников школ. В том же году Коул играл за сборную США на Панамериканском чемпионате в возрастной категории до 18 лет. На драфте Главной лиги бейсбола Ирвина в двадцать девятом раунде выбрал клуб «Торонто Блю Джейс», но он отказался от подписания контракта и поступил в Орегонский университет.
Первый сезон в колледже Коул завершил с двенадцатью победами и тремя поражениями с пропускаемостью 2,48, и установил рекорд университета по количеству выигранных матчей по ходу одного чемпионата. По его итогам он вошёл в символическую сборную новичков NCAA по трём разным версиям. Перед началом сезона 2014 года Ирвин получил травму локтя, перенёс операцию Томми Джона и пропустил чемпионат полностью.
После травмы он вернулся на поле в сезоне 2015 года, проведя шестнадцать игр в качестве стартового питчера. По итогам чемпионата Коул одержал две победы при пяти поражениях с пропускаемостью 4,10. В 2016 году он сыграл в семнадцати матчах, одержал шесть побед и потерпел четыре поражения. На момент завершения студенческой карьеры, Ирвин занимал второе место в истории университета по количеству игр стартовым питчером. На драфте 2016 года он был выбран в пятом раунде клубом «Филадельфия Филлис». В июне Коул подписал с командой контракт, сумма бонуса составила 800 тысяч долларов.
Руководство команды отправило его в клуб А-лиги «Уильямспорт Кросскаттерс», в составе которого Коул провёл десять игр, выиграв пять при одном проигрыше и показателе пропускаемости 1,97. Сезон 2017 года он начал в «Клируотер Трешерс», а затем был переведён в «Рединг Файтин Филс». За две команды Ирвин сыграл в двадцати пяти матчах. Чемпионат 2018 года он начал уже в ААА-лиге в «Лихай-Вэлли Айрон Пигз». За сезон Коул сыграл в двадцати шести матчах, выиграл четырнадцать, проиграл четыре. По итогам сезона его признали Лучшим питчером года Международной лиги.
В начале мая 2019 года Ирвин был вызван в основной состав «Филадельфии». Он дебютировал в Главной лиге бейсбола в игре с «Канзас-Сити Роялс», отыграл семь иннингов с одним пропущенным раном и одержал победу. Всего в регулярном чемпионате он провёл за «Филлис» 41,2 иннинга с пропускаемостью 5,83, одержав две победы при одном поражении. В сокращённом сезоне 2020 года он сыграл в трёх матчах. В январе 2021 года «Филлис» обменяли Ирвина в «Окленд Атлетикс».